# Phil Hadland
Philip Jonathan Hadland (sinh ngày 20 tháng 10 năm 1980) là một cầu thủ bóng đá người Anh đã giải nghệ từng thi đấu ở vị trí tiền vệ chạy cánh và hiện tại là huấn luyện viên tiếp quản Colwyn Bay. Ông từng thi đấu cho nhiều đội bóng của Football League bao gồm Reading, nơi ông bắt đầu sự nghiệp và có màn ra mắt lúc 17 tuổi. Sau đó ông gia nhập Rochdale, có 32 lần ra sân (tổng số lần cao nhấ trong một câu lạc bộ), Leyton Orient, Carlisle, Brighton, Darlington và Colchester.